# Hoodia gordonii
Hoodia gordonii là một loài thực vật có hoa trong họ La bố ma. Loài này được (Masson) Sweet ex Decne. mô tả khoa học đầu tiên năm 1844.

## Hình ảnh

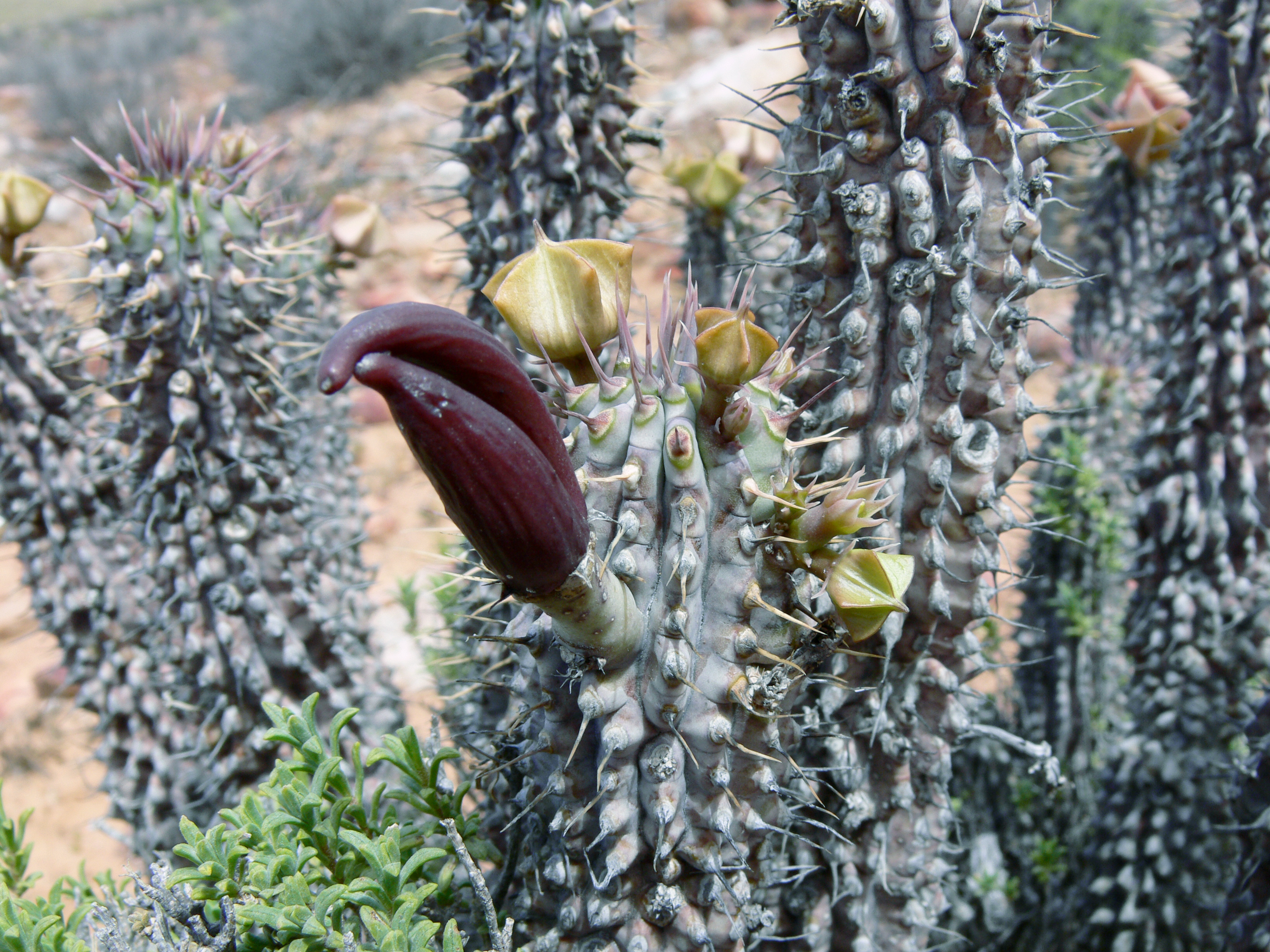
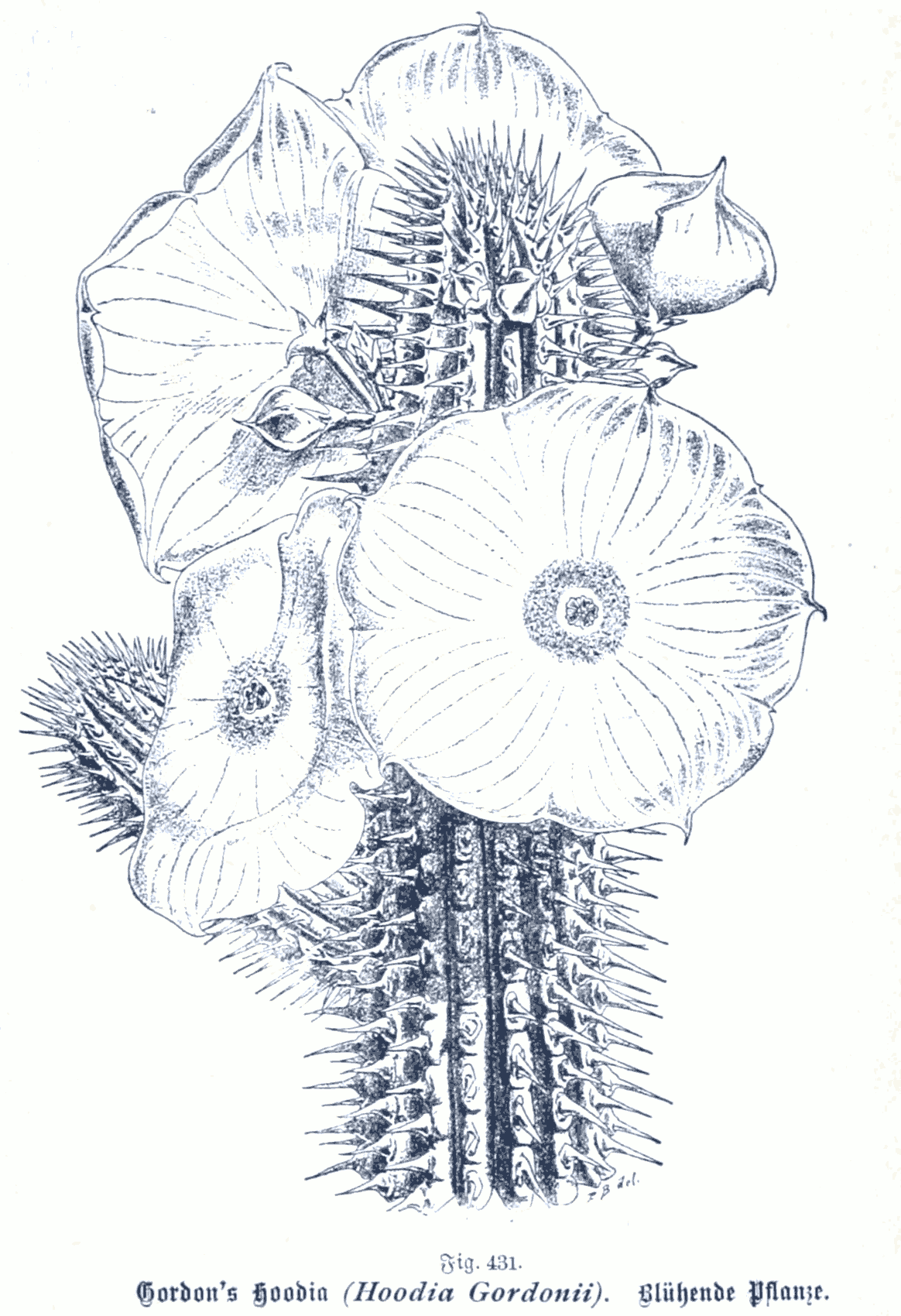
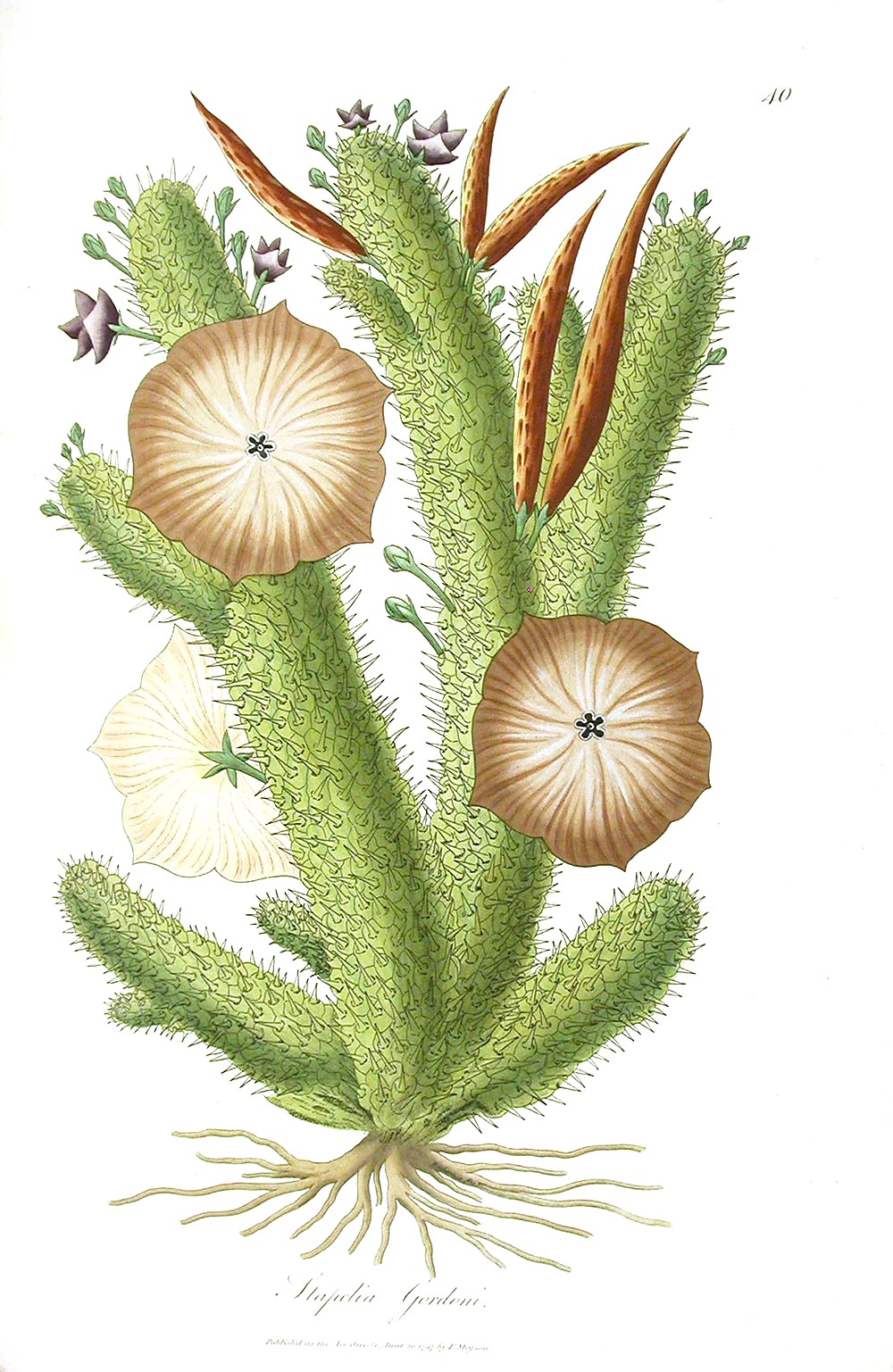
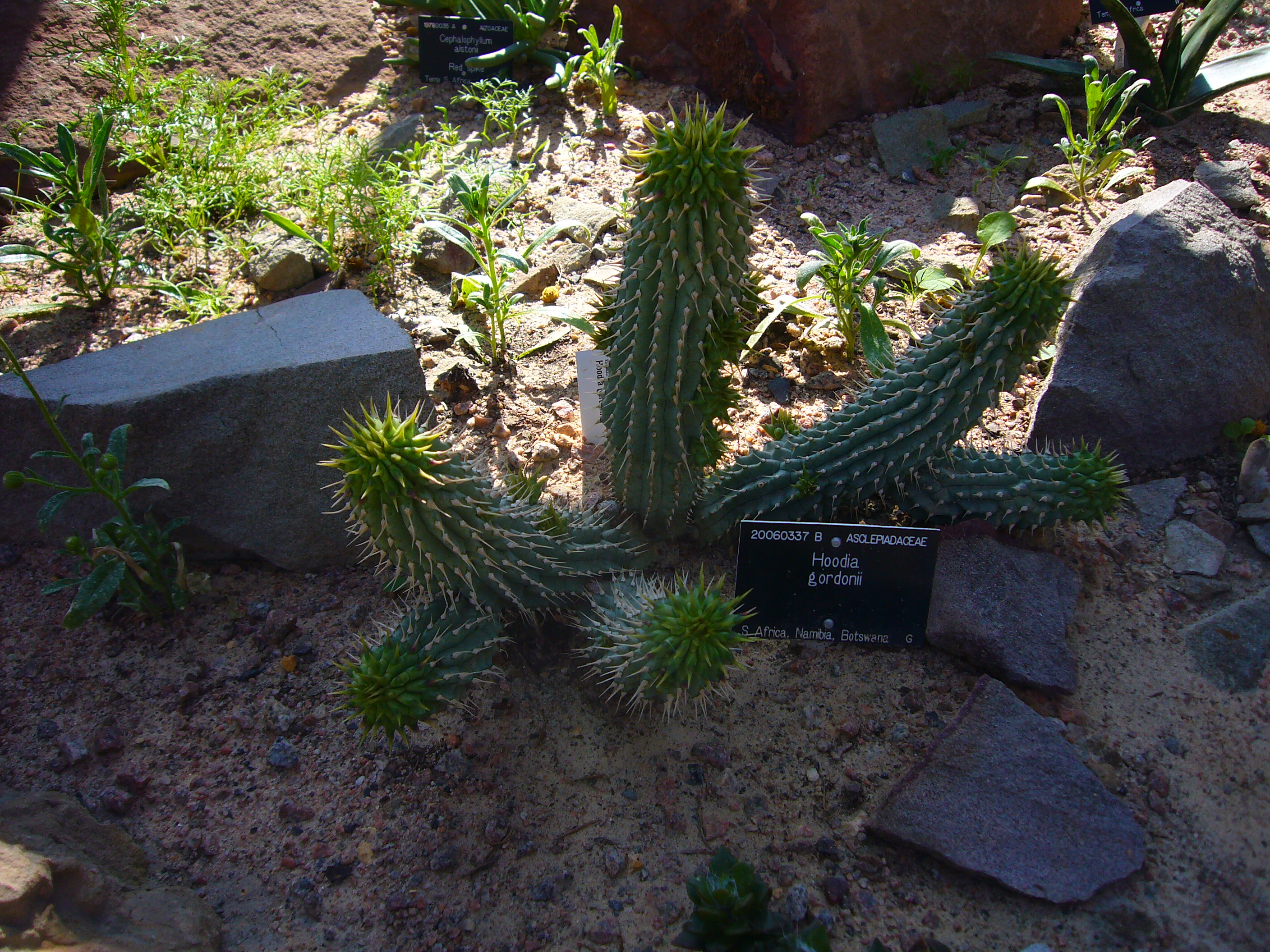